# Arnaldo Edi Lopes da Silva
Arnaldo Edi Lopes da Silva (Aveiro, 7 juli 1982) — beter bekend als Edinho — is een Portugees-Guinee-Bissaus voormalig voetballer die doorgaans speelde als spits. Tussen 2000 en 2023 was hij actief voor Almada, Barreirense, Braga B, Braga, Paços de Ferreira, Gil Vicente, Vitória, AEK Athene, Málaga, PAOK Saloniki, Marítimo, Académica Coimbra, opnieuw Braga, Kayseri Erciyesspor, Şanlıurfaspor, opnieuw Vitória, Feirense, Cova da Piedade, Torreense en Olímpico Montijo. Edinho maakte in 2009 zijn debuut in het Portugees voetbalelftal en speelde uiteindelijk zes interlands.

## Clubcarrière
Edinho debuteerde in het professionele voetbal bij SC Braga, waar hij echter niet veel wedstrijden speelde. Hij werd achtereenvolgens verhuurd aan Paços de Ferreira en Gil Vicente, waarna hij tekende bij Vitória. Die club stalde hem weer op huurbasis bij AEK Athene, dat zes doelpunten in elf wedstrijden goed genoeg vond om hem definitief over te nemen. In de zomer van 2009 verkaste de aanvaller naar Málaga. Hij kwam echter opnieuw niet genoeg aan spelen toe en op huurbasis was hij na elkaar actief voor PAOK Saloniki, Marítimo en Académica.
In 2013 vertrok hij naar SC Braga, de club waar zijn profcarrière ooit begonnen was. Op 4 februari 2014 werd hij verhuurd aan het Turkse Kayseri Erciyesspor, waar hij uit de startblokken schoot met acht doelpunten in zijn eerste zeven wedstrijden. Hij scoorde dat seizoen uiteindelijk elf doelpunten en werd op het einde van het seizoen definitief overgenomen. In het seizoen 2014/15 scoorde hij tien keer. In de zomer van 2015 verhuisde hij naar Şanlıurfaspor. Voor zijn nieuwe club kwam Edinho tot twaalf competitietreffers en na een jaar keerde hij terug bij Vitória, waarvoor hij in 2008 voor het laatst speelde.
Na twee seizoenen verkaste Edinho naar Feirense, waar hij zijn handtekening zette onder een verbintenis voor de duur van één seizoen. Na afloop van dit contract verliet hij de club. Hierop tekende hij een contract bij Cova da Piedade. Medio 2021 tekende Edinho voor een jaar bij Torreense. In februari 2023 nam Olímpico Montijo hem onder contract, na ruim een half seizoen zonder club. In de zomer van 2023 zette Edinho op veertigjarige leeftijd een punt achter zijn actieve loopbaan.

## Interlandcarrière
Edinho debuteerde in het Portugees voetbalelftal op 31 maart 2009. Op die dag werd een vriendschappelijke wedstrijd tegen Zuid-Afrika met 2–0 gewonnen. De aanvaller begon in de basis en speelde het gehele duel mee. In de tweede helft tekende hij tevens voor de tweede treffer. Later scoorde hij ook nog in de wedstrijden tegen Malta en Kameroen.
| Interlands van Edinho voor Portugal | Interlands van Edinho voor Portugal | Interlands van Edinho voor Portugal | Interlands van Edinho voor Portugal | Interlands van Edinho voor Portugal | Interlands van Edinho voor Portugal | Interlands van Edinho voor Portugal |
| №                                   | Datum                               | Wedstrijd                           | Uitslag                             | Competitie                          | Goals                               |                                     |
| Als speler bij AEK Athene           | Als speler bij AEK Athene           | Als speler bij AEK Athene           | Als speler bij AEK Athene           | Als speler bij AEK Athene           | Als speler bij AEK Athene           | Als speler bij AEK Athene           |
| ----------------------------------- | ----------------------------------- | ----------------------------------- | ----------------------------------- | ----------------------------------- | ----------------------------------- | ----------------------------------- |
| 1                                   | 31 maart 2009                       | Portugal – Zuid-Afrika              | 2 – 0                               | Vriendschappelijk                   | 56'                                 |                                     |
| 2                                   | 6 juni 2009                         | Albanië – Portugal                  | 1 – 2                               | WK 2010 kwalificatie                |                                     |                                     |
| 3                                   | 10 juni 2009                        | Estland – Portugal                  | 0 – 0                               | Vriendschappelijk                   |                                     |                                     |
| Als speler bij Málaga               |                                     |                                     |                                     |                                     |                                     |                                     |
| 4                                   | 14 oktober 2009                     | Portugal – Malta                    | 4 – 0                               | WK 2010 kwalificatie                | 90'                                 |                                     |
| 5                                   | 18 november 2009                    | Bosnië en Herzegovina – Portugal    | 0 – 1                               | WK 2010 kwalificatie                |                                     |                                     |
| Als speler bij Kayseri Erciyesspor  |                                     |                                     |                                     |                                     |                                     |                                     |
| 6                                   | 5 maart 2014                        | Portugal – Kameroen                 | 5 – 1                               | Vriendschappelijk                   | 77'                                 |                                     |